# Buriram United
Buriram United Football Club (Thai: สโมสรฟุตบอลบุรีรัมย์ ยูไนเต็ด), voorheen Buriram United, is een Thaise voetbalclub. Het speelt zijn wedstrijden in de hoogste divisie van Thailand, namelijk de Thai Premier League. De club werd opgericht in 1970 en het speelt zijn thuiswedstrijden in het I-Mobile stadion, dat plaats biedt aan 33.325 fans.

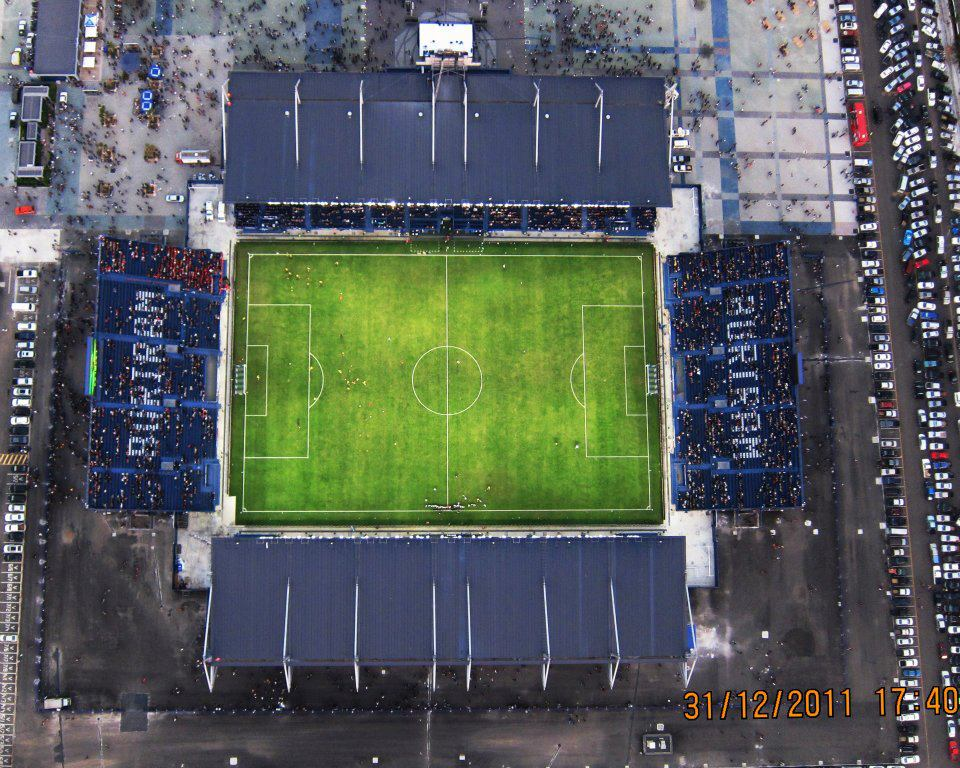
Buriram Stadion Chang Arena in 2011

Het eerste elftal veroverde in 2008 zijn eerste landstitel. Ook werd in 1998 (als PEA FC) voor het eerst de Beker van Thailand gewonnen. De club speelde vroeger in Ayutthaya, vooraleer het pas in 2010 naar Buriram verhuisde.

## Geschiedenis
De club werd in 1970 opgericht als PEA, wat staat voor Provincial Electricity Authority. Het bengelde sinds 1970 28 jaar lang in lagere divisies. Pas in 1998 werd voor het eerst gepromoveerd naar de Thai Premier League. 10 jaar na de promotie, in 2008, behaalde de club zijn eerste landstitel. In 2011 werd PEA opnieuw landskampioen.

## Bekende (ex-)spelers
- Frank Acheampong
- Emiliano Alfaro
- Andrés Túñez
- Nacer Barazite
- Theerathon Bunmathan
- Suphanat Mueanta
- Dion Cools
- Neil Etheridge
- Jefferson Tabinas
- Goran Čaušić
- Fejsal Mulić
- Peter Žulj
- Robert Žulj
- Martin Boakye
- Robert Bauer
- Sandy Walsh
- Shayne Pattynama

## Samenwerkingsverbanden
De volgende clubs hebben een samenwerkingsverband met Buriram:
- Raj Pracha-Nonthaburi
- Buriram F.C.
- Leicester City
- PSV Eindhoven

## Erelijst
Internationaal
- ASEAN Club Championship: 2024/25
- Mekong Club Championship: 2015, 2016

Nationaal
- Thai League 1: 2011, 2013, 2014, 2015, 2017, 2018, 2021/22, 2022/23, 2023/24, 2024/25
- FA Cup: 2011, 2012, 2013, 2015, 2021/22, 2022/23
- Thai League Cup: 2011, 2012, 2013, 2015, 2016, 2021/22, 2022/23
- Thailand Champions Cup: 2019
- Kor Royal Cup : 2013, 2014, 2015, 2016